# Liotrigona nilssoni
Liotrigona nilssoni là một loài Hymenoptera trong họ Apidae. Loài này được Michener mô tả khoa học năm 1990.